# تفجير سيارة مديات (يونيو 2016)
يوم 8 يونيو 2016 انفجرت سيارة مفخخة في البلدة التركية مديات، في ماردين بجنوب شرق البلاد. حدث ذلك على مقربة من مكتب شرطة مديات، ورسم أوجه التشابه مع تفجير إسطنبول يونيو 2016 قبل يوم واحد فقط. قتل التفجير خمسة أشخاص كان اثنان منهم من ضباط الشرطة وثلاثة مدنيين بالإضافة إلى إصابة 30 آخرين . اتهم رئيس الوزراء التركي بينالي يلديريم القصف على حزب العمال الكردستاني.
اثنان من الصحفيين من الولايات المتحدة تابعان لإذاعة صوت أمريكا هوجما من قبل السكان المحليين عند التحقيق في مكان الحادث.